# Fondale marino
La descrizione del fondo del mare, cioè la topografia del fondo marino, si ottiene misurando le profondità rispetto ad un livello di riferimento. La distribuzione delle profondità del mare viene indicata su carte batimetriche dove si tracciano le isobate.
La forma o morfologia del fondo marino risulta molto irregolare anche se i declivi sono più dolci rispetto alle catene montuose terrestri. Tra i più importanti troviamo:
- piattaforma continentale (dalla riva fino a 200 m di profondità), di lieve pendenza;
- zoccolo o scarpata continentale (dai 200 ai 2500 m di profondità), caratterizzata da forti pendenze;
- piana abissale;
- depressioni oceaniche primarie, comprendenti i bacini, gli avvallamenti, i canali, le fosse oceaniche e i fondi abissali e i canyon sottomarini;
- rilievi marini principali, comprendenti le dorsali, i dossi, le platee e i seamount.

Il fondale marino è costituito da sedimenti di varia provenienza, depositati per millenni, da frammenti di rocce erosi dalle onde e/o dalle correnti, fanghi e sabbie vulcaniche, resti di organismi e depositi pelagici. I sedimenti marini sono stati classificati da Murray.
Nel fondo marino ci possono essere delle fosse oceaniche ovvero dei buchi di vaste dimensioni formatisi molti milioni di anni fa; queste fosse oceaniche possono raggiungere gli 11.000 metri SLM (sotto il livello del mare).

## Galleria d'immagini

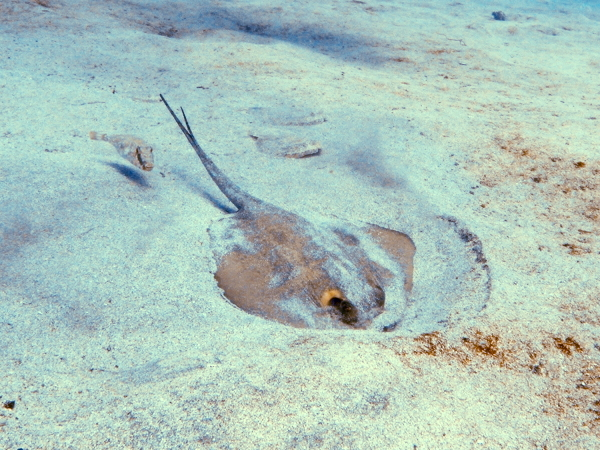
Dasyatis pastinaca al largo di Tenerife, Isole Canarie.
Mappa che mostra la topografia subacquea (batimetria) del fondale oceanico. Come il terreno terrestre, il fondo dell'oceano ha montagne tra cui vulcani, creste, valli e pianure.
Le principali divisioni oceaniche.
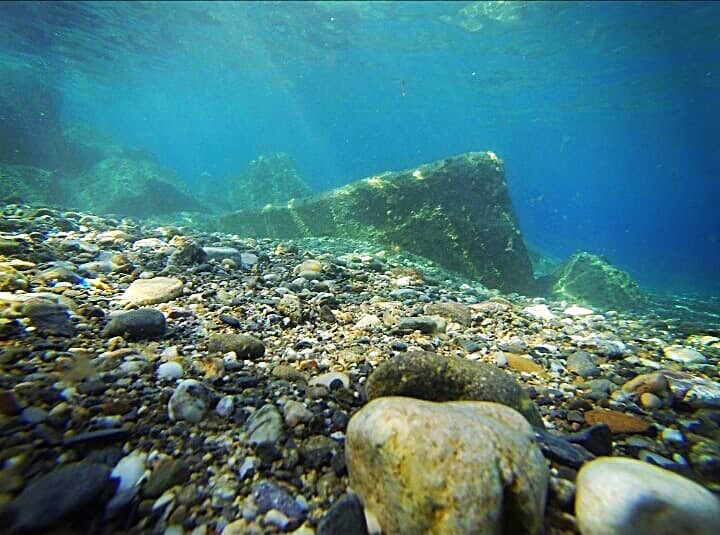
Fondale ghiaioso in Italia.
Miniere d'altura.
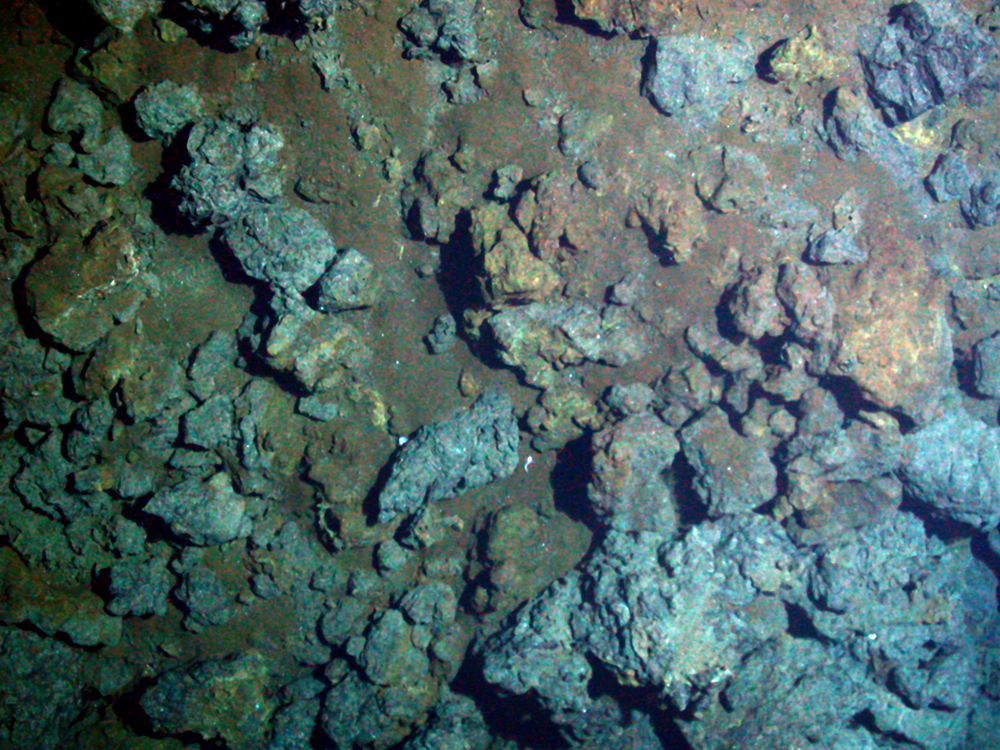
I fluidi idrotermali provocano reazioni chimiche che fanno precipitare i minerali che formano sedimenti sul fondo marino circostante.
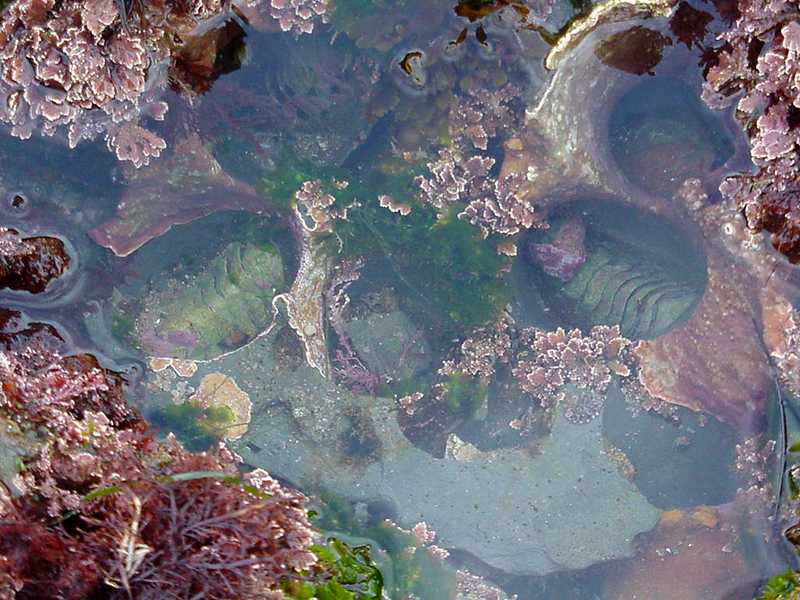
Alghe e due chitoni in una pozza di marea.
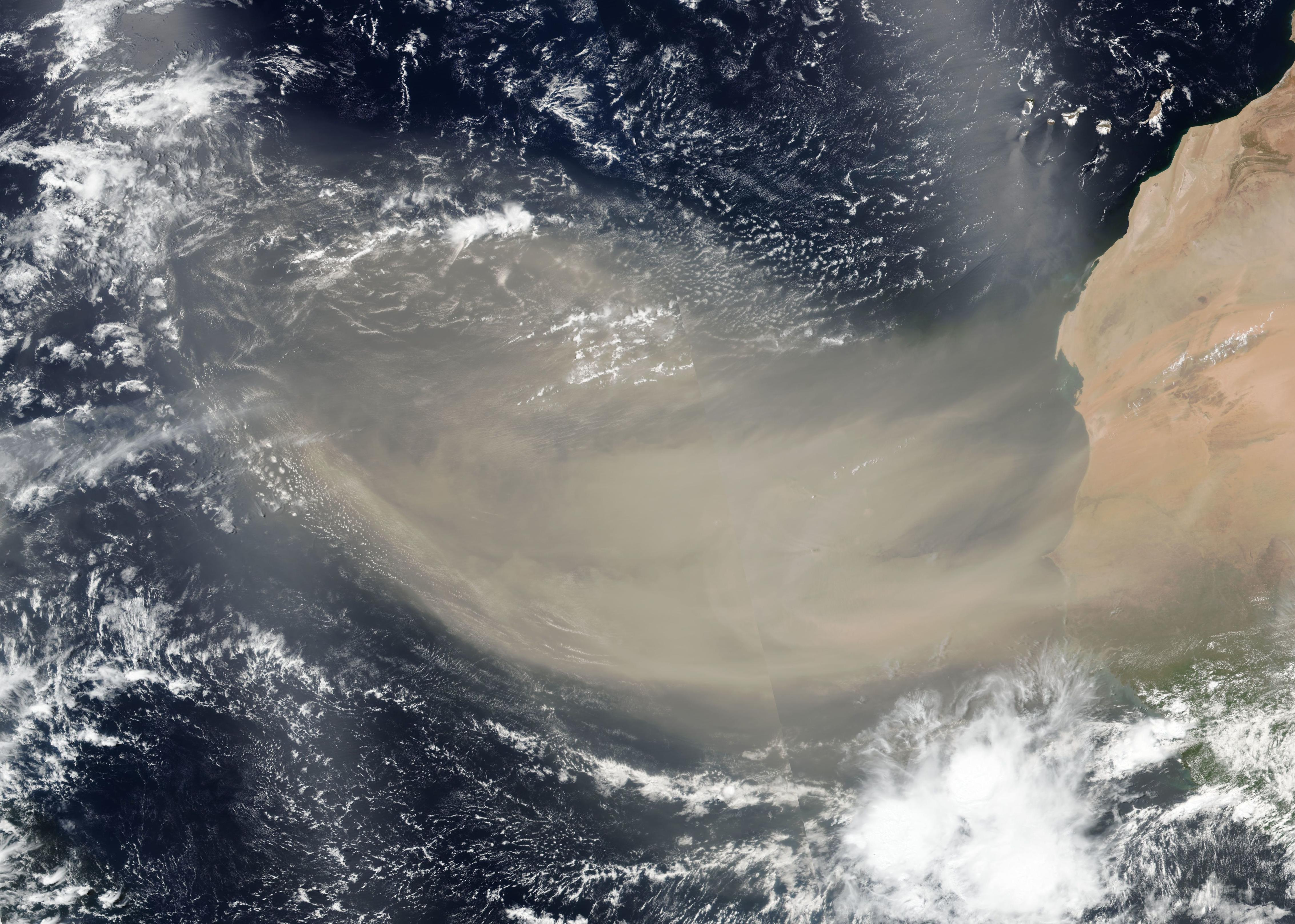
Immagine satellitare della polvere minerale portata dal vento sull'Atlantico. La polvere può diventare sedimento terrigeno sul fondo del mare.